# Asemesthes kunenensis
Asemesthes kunenensis is een spinnensoort uit de familie van de bodemjachtspinnen (Gnaphosidae).
De wetenschappelijke naam van de soort werd in 1927 gepubliceerd door Reginald Frederick Lawrence.